# Komikku Éditions
Komikku Éditions est une maison d'édition française créée en 2012 et spécialisée dans l'édition de mangas.

## Historique
En 2008, Sam Souibgui et sa sœur, Sonia Souibgui, créent la librairie komikku, située dans le 1er arrondissement de Paris. En 2012, Sam Souibgui crée la maison d'édition komikku, dont il devient directeur éditorial début 2013, tout en confiant l'activité de la librairie à sa sœur.
La stratégie éditoriale de komikku, selon lui, consiste à faire « de gros efforts en termes de marketing et de communication pour chaque titre, car le secteur a besoin de nouveaux acteurs dynamiques. »
En plus d'éditer des mangas, komikku publie des livres sur la culture japonaise (littérature, livres de cuisine, de couture…), dont l'édition deluxe de L'Anthologie du franponais.
La maison d'édition est contrainte d'interrompre les sorties entre août et septembre 2019. Le 31 janvier 2020, elle annonce que la librairie ferme le 29 février 2020, remplacée par une boutique éphémère entre juillet 2020 et août 2020 en partenariat avec Manga Café.